# Nonant-le-Pin
Nonant-le-Pin – miejscowość i gmina we Francji, w regionie Normandia, w departamencie Orne.
Według danych na rok 1990 gminę zamieszkiwało 577 osób, a gęstość zaludnienia wynosiła 31 osób/km² (wśród 1815 gmin Dolnej Normandii Nonant-le-Pin plasuje się na 390. miejscu pod względem liczby ludności, natomiast pod względem powierzchni na miejscu 141.).
Urodziła się tutaj późniejsza paryska kurtyzana Marie Duplessis (jako Rose Alphonsine Plessis) – Dama kameliowa.